# Dmitro Storojouk
 (juin 2019).
 (juin 2019).
Dmitro Anatoliovitch Storojouk (ukrainien : Дмитро Анатолійович Сторожук), né le 12 novembre 1985 à Vinnytsia en République socialiste soviétique d'Ukraine, est le premier adjoint du procureur général d'Ukraine (7 juin 2016). 
Du 5 mars 2014 au 24 octobre 2014, il est le chef du service exécutif de l’État ukrainien. Du 11 novembre au 2016 mai  il est député de la VIIIe législature du parti politique front populaire.

## Biographie
En 2008, il est diplômé de l’Université des affaires intérieures de Kiev en « jurisprudence ». 